# Shaki (Azerbaiyán)
Shakí ([ʂɨˈkʲi] en azerí: Şəki, denominada como Nujá hasta 1968) es una ciudad del noroeste de Azerbaiyán, capital del raión homónimo. Şəki está situada al sur del Gran Cáucaso, a 325 km de Bakú. La población de la ciudad es 68 360 habitantes.
Şəki fue elegida como la capital cultural del Mundo Turco en el año 2016.
El Comité del Patrimonio Mundial en el año 2019 inscribió Centro histórico de Sheki y El Palacio del Kan de Azerbaiyán en la Lista del Patrimonio Mundial.

## Etimología
Según los historiadores azerbaiyanos, el nombre de la ciudad se remonta a los sacas, que llegaron al territorio actual de Azerbaiyán en el siglo VII a. C. En las fuentes medievales, el nombre de la ciudad se encuentra en varias formas como Sheke, Sheki, Shaka, Shakki, Shakne, Sacudidos, Shakkan, Shekin.

## Geografía
Şəki está rodeada por los picos nevados del Gran Cáucaso, en algunos lugares con una altura de 3000–3600 metros. El clima de la ciudad incluye una gama de ciclones y anticiclones, masas de aire y vientos locales. La temperatura media anual es de 12 °C. En junio y agosto, la temperatura media varía entre de 20 °C y de 25 °C. Los ríos principales de la ciudad son Kish y Gurjhana. 

## Economía
Durante 1850-1870, Şəki fue el centro internacional de la producción de seda. Más de 200 compañías europeas abrieron oficinas en la ciudad.
Şəki posee una pequeña industria de seda y depende de su sector agrícola, el cual produce tabaco, uvas, ganado, frutos secos, cereales y leche. Las principales instalaciones de producción en Şəki son las fábricas de seda, ladrillo, salchichas y la planta lechera.

## Demografía
| Gráfica de evolución de Shaki entre 1897 y 2020 |
|                                                 |

## Ciudades hermanadas
- Giresun - Turquía
- Gabrovo - Bulgaria[6]
- Slutsk - Bielorrusia
- Lapseki - Turquía
- Telavi - Georgia
- Bolu - Turquía
- Zhmérynka - Ucrania
- Konya - Turquía
- Florencia - Italia
- Colmar - Francia[7]

## Galería

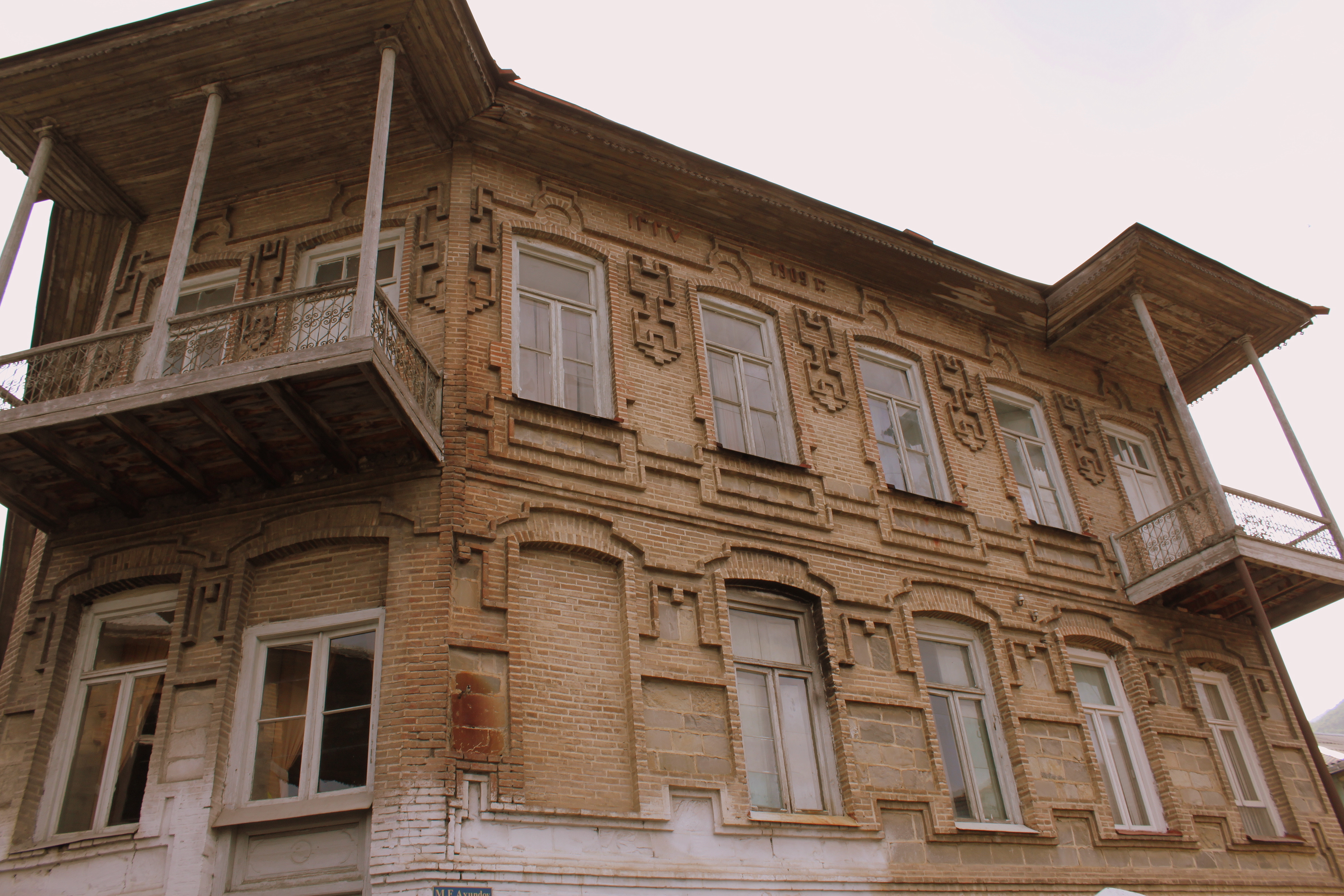
Casa antigua en Şəki
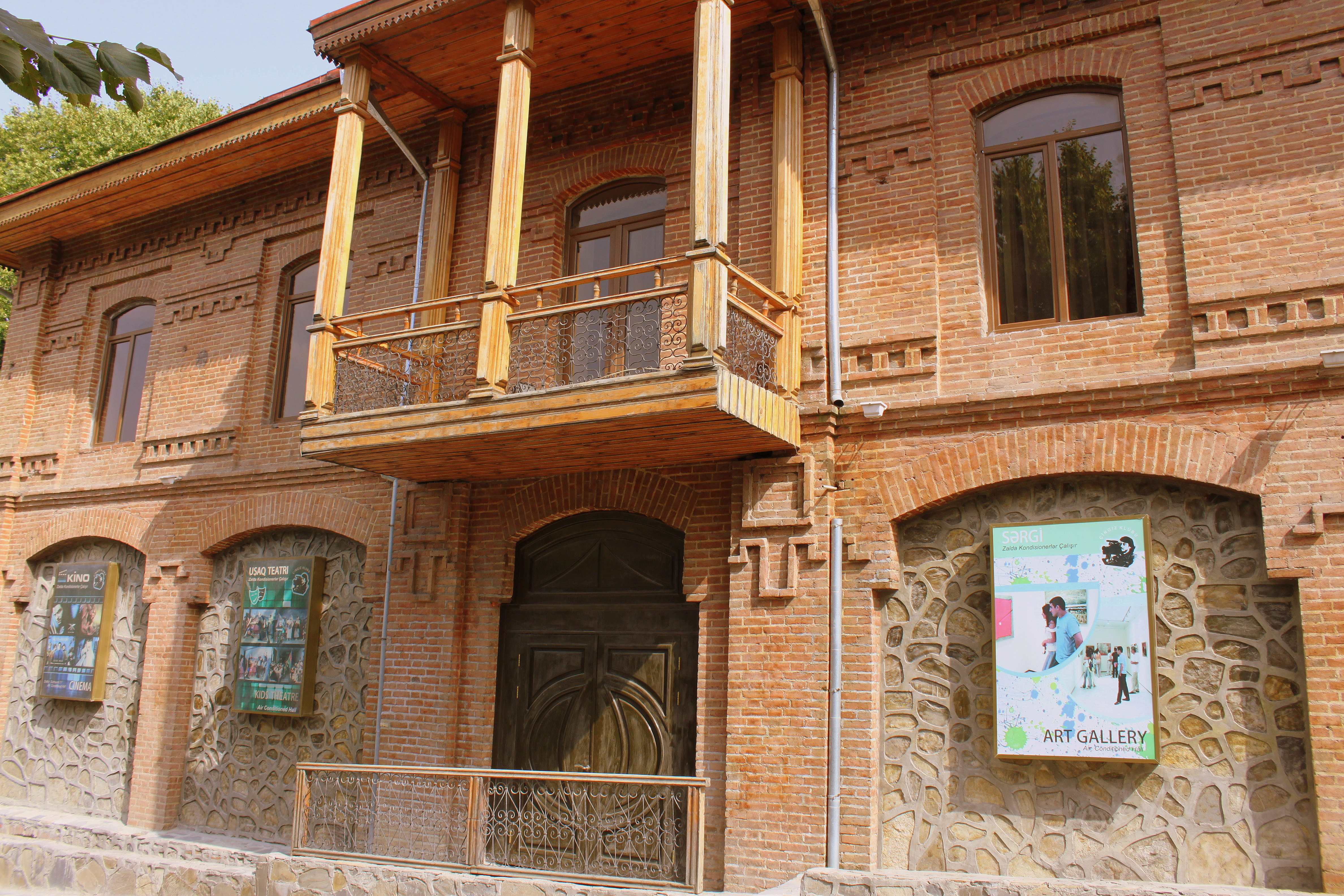
La Casa de Cultura de Şəki
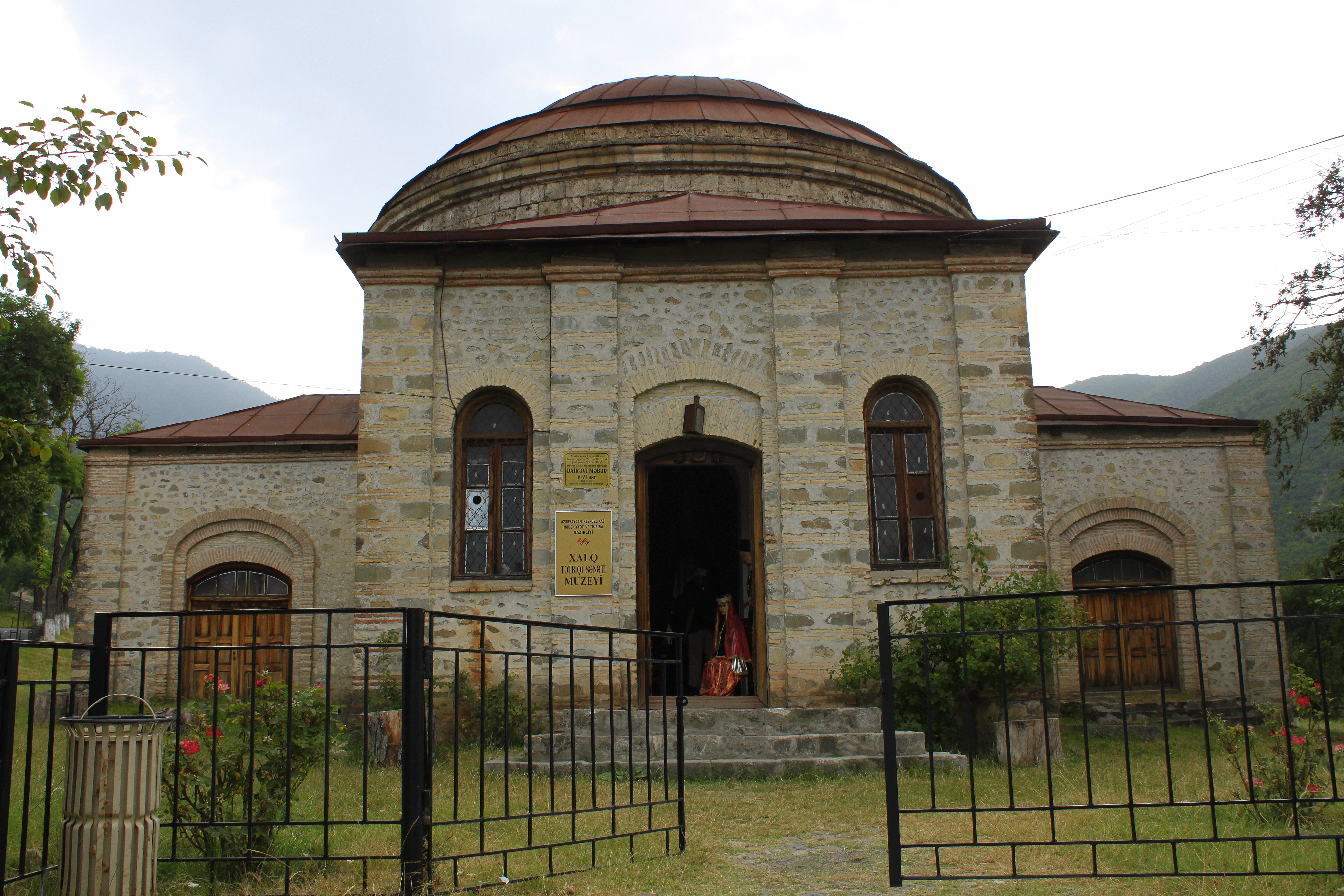
Vista frontal de la iglesia albano-caucásica
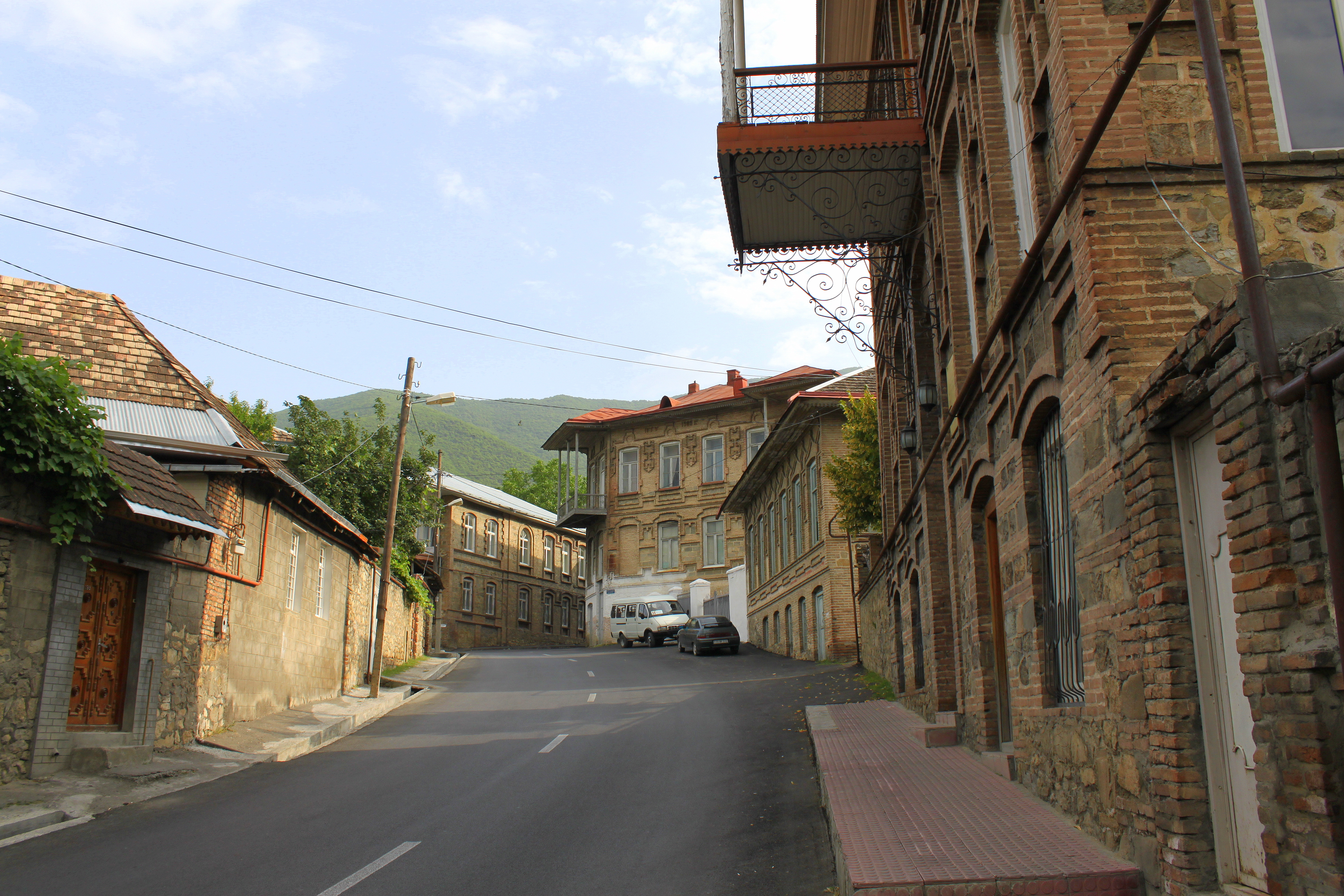
Una de las calles antiguas de Şəki
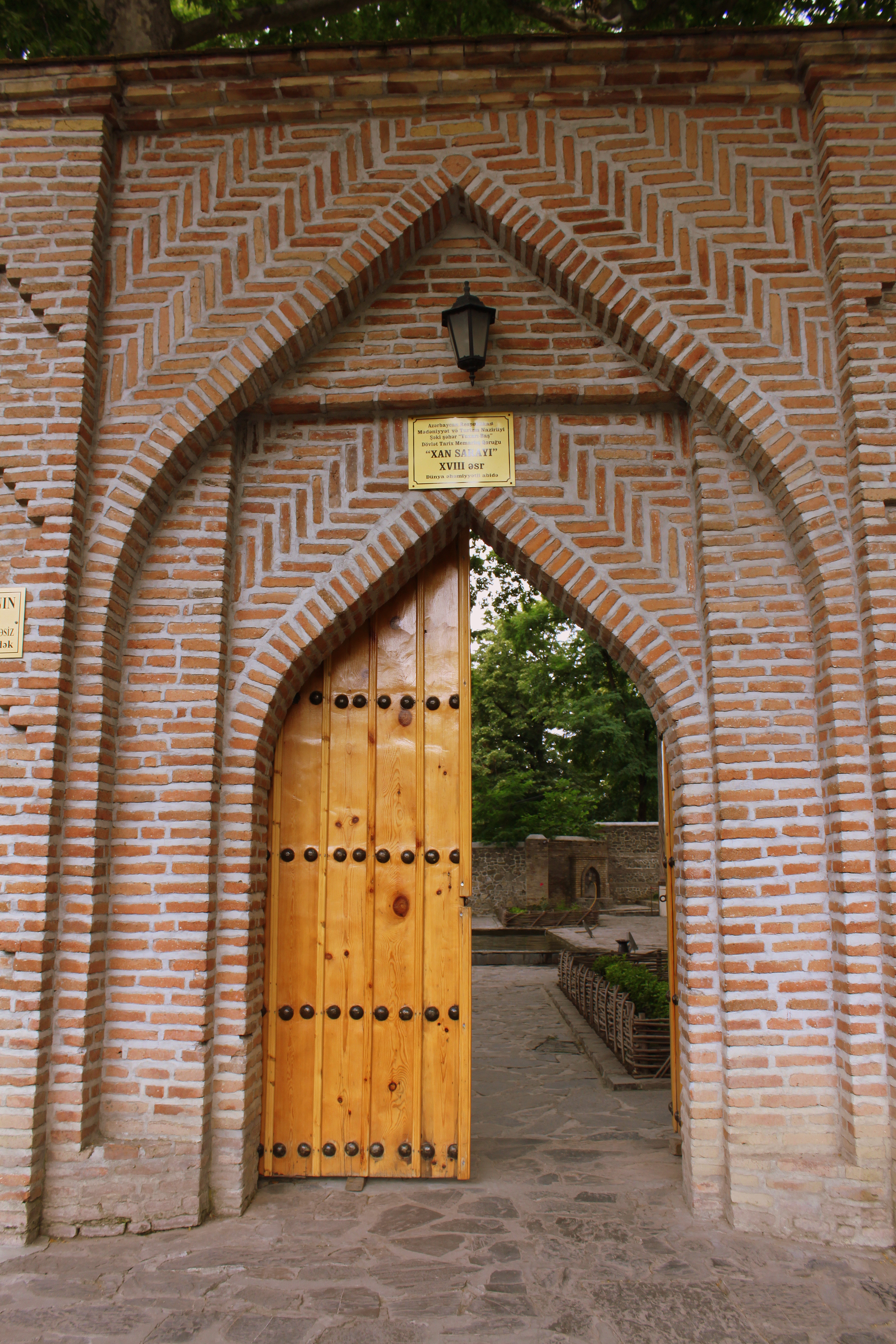
La puerta del Palacio de los Kanes de Şəki
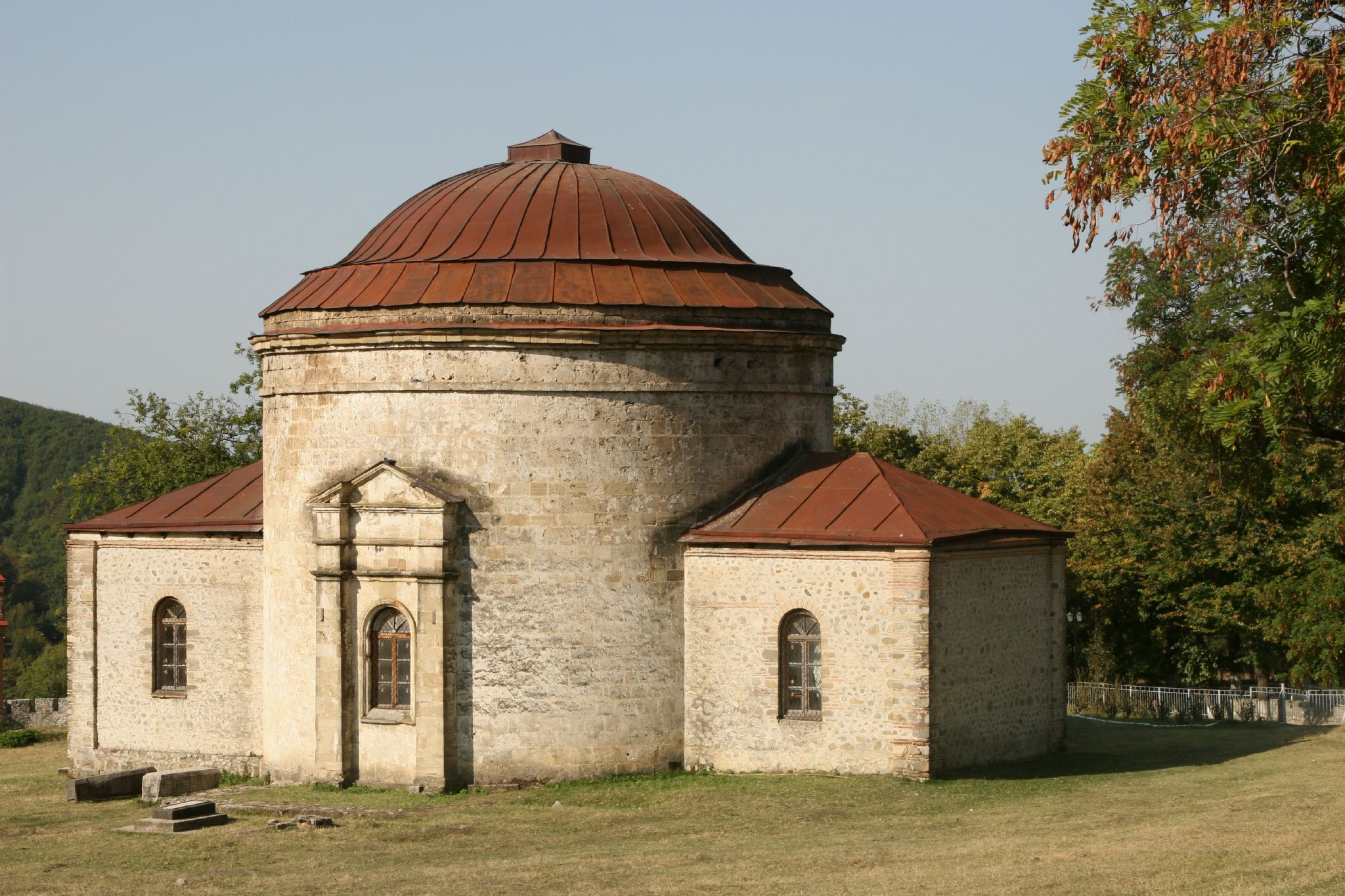
La iglesia albano-caucásica del siglo VI
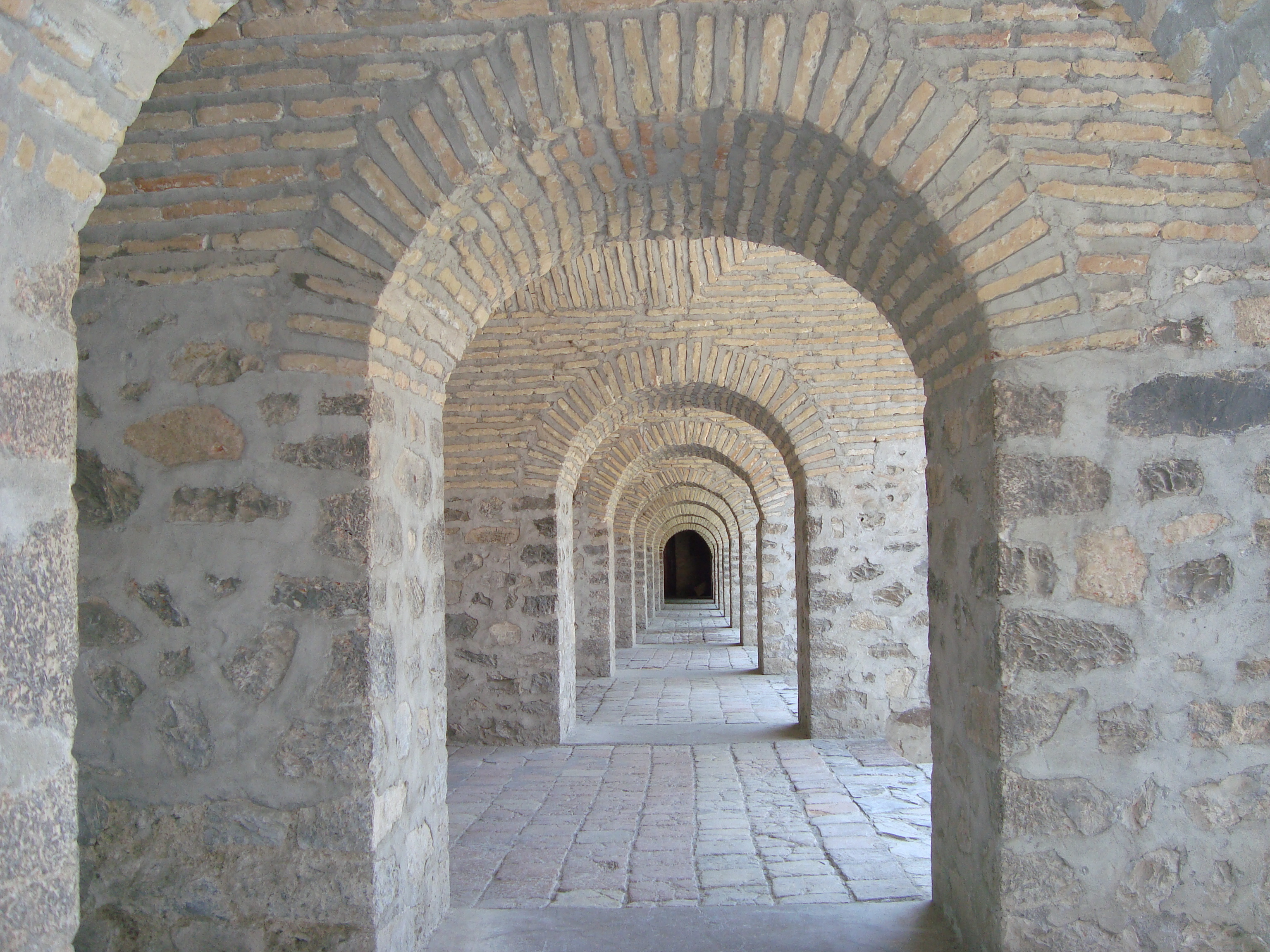
Interior del caravasar de Şəki
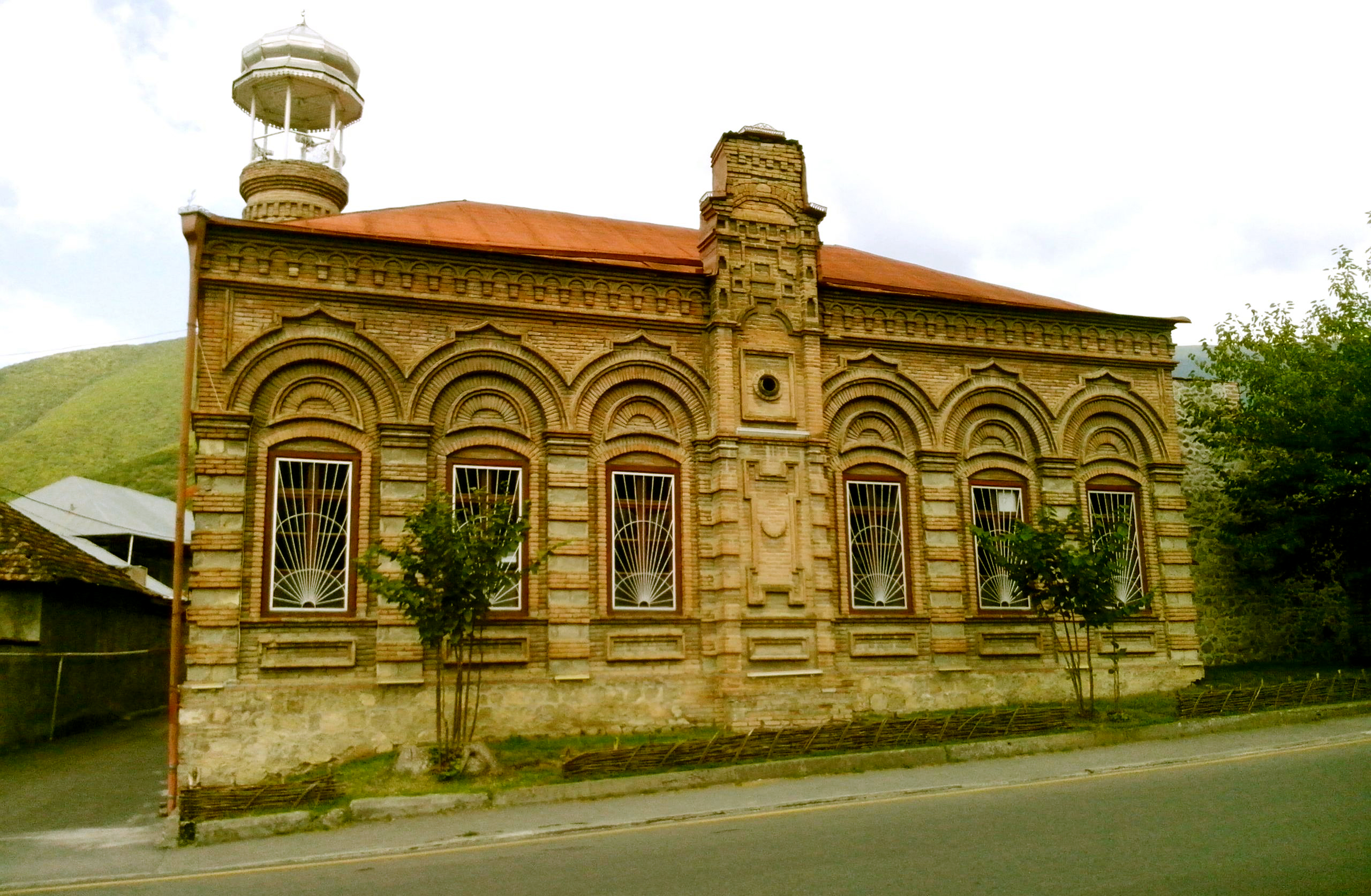
Mezquita Omer Efendi
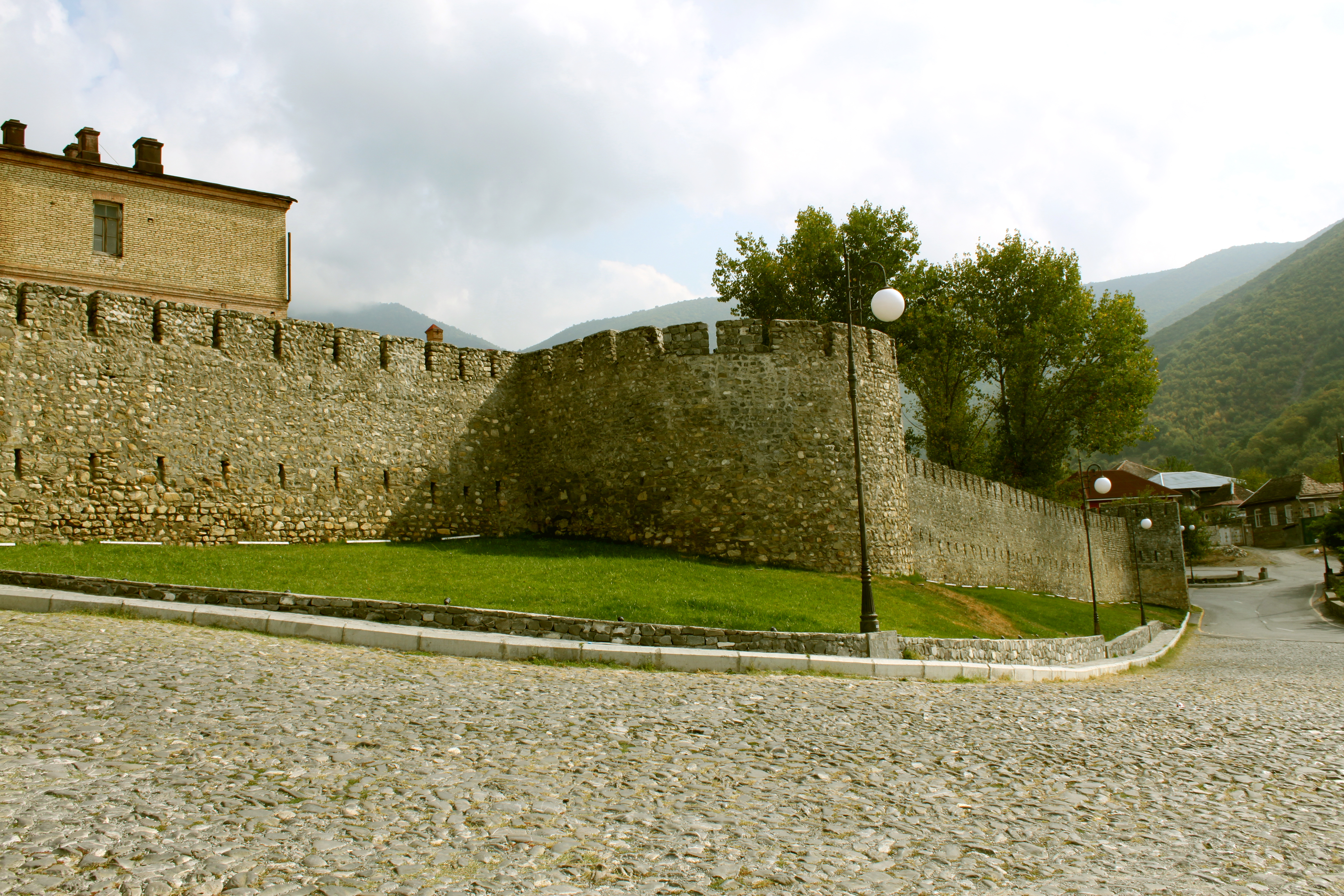
Fortaleza de Şəki
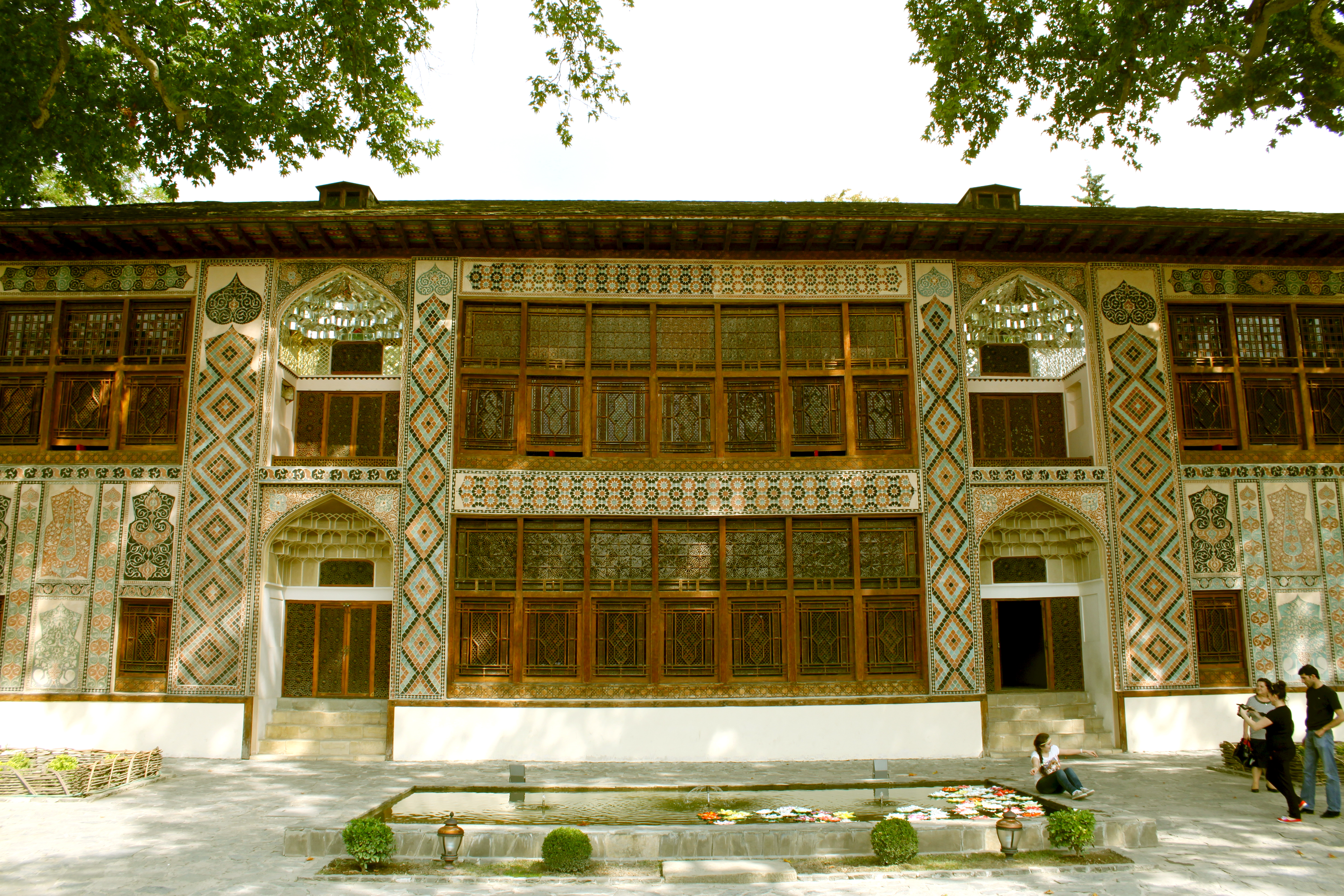
Palacio de los Kanes de Şəki
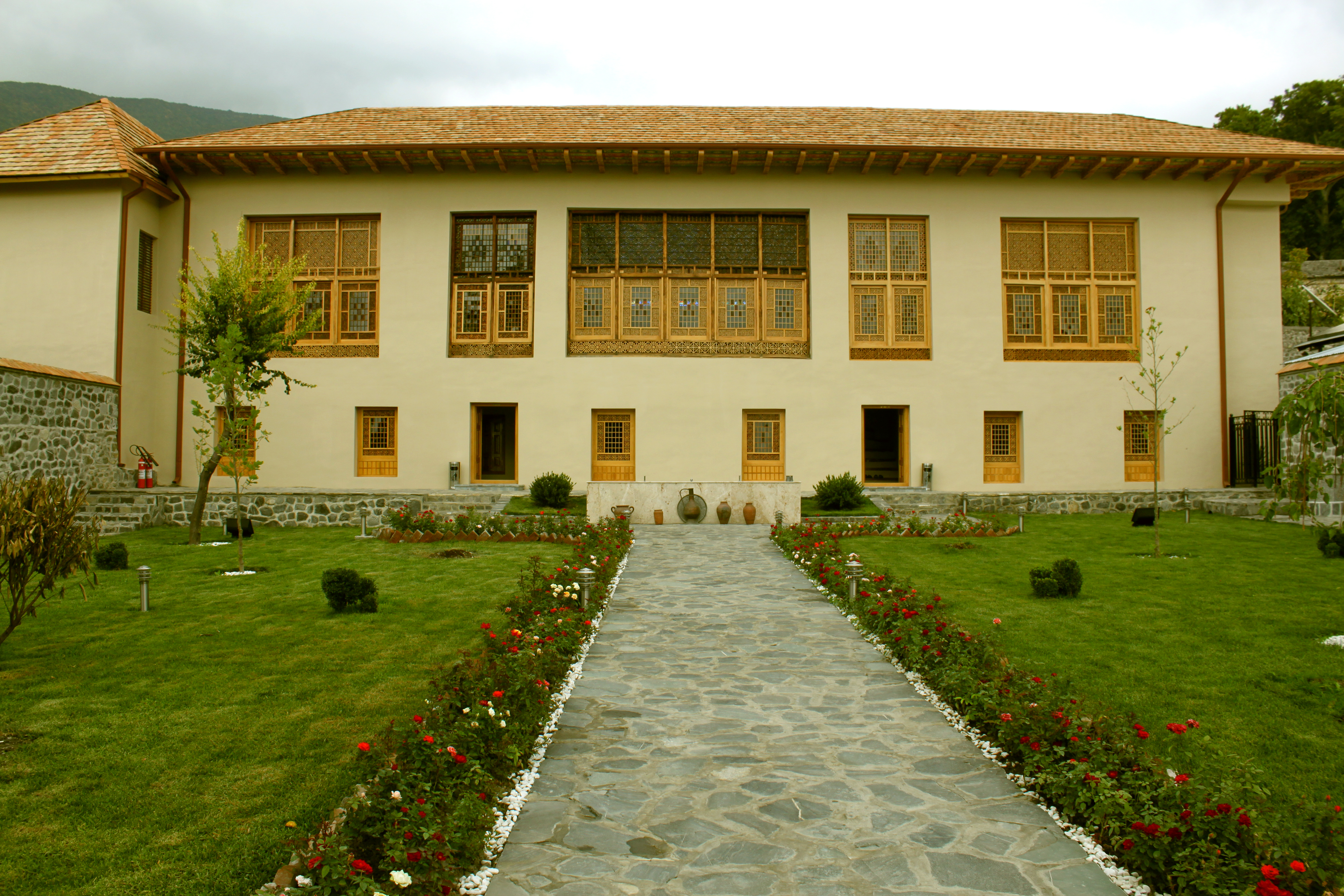
Casa de los Shakikhanov
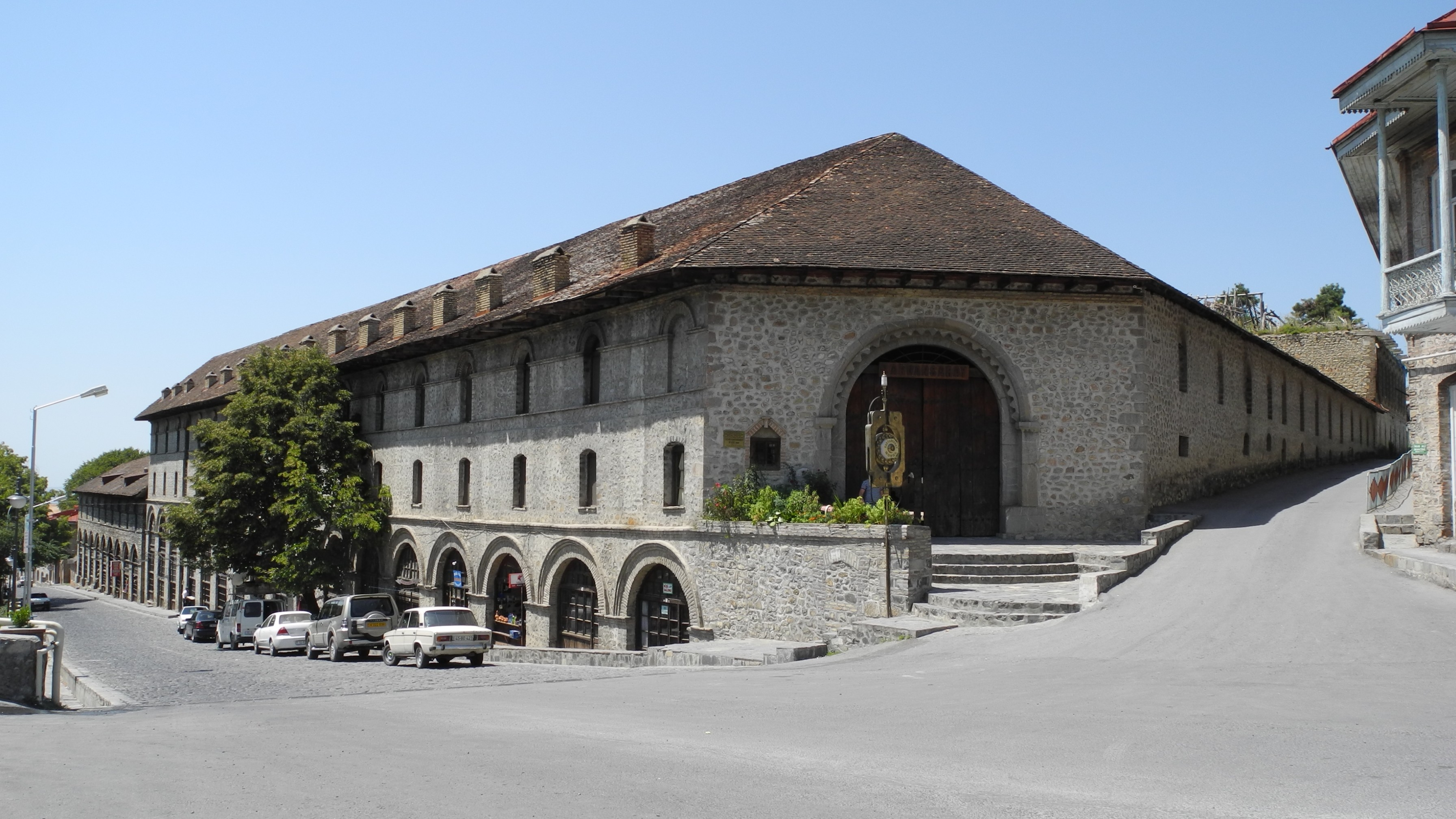
Caravasar de Şəki
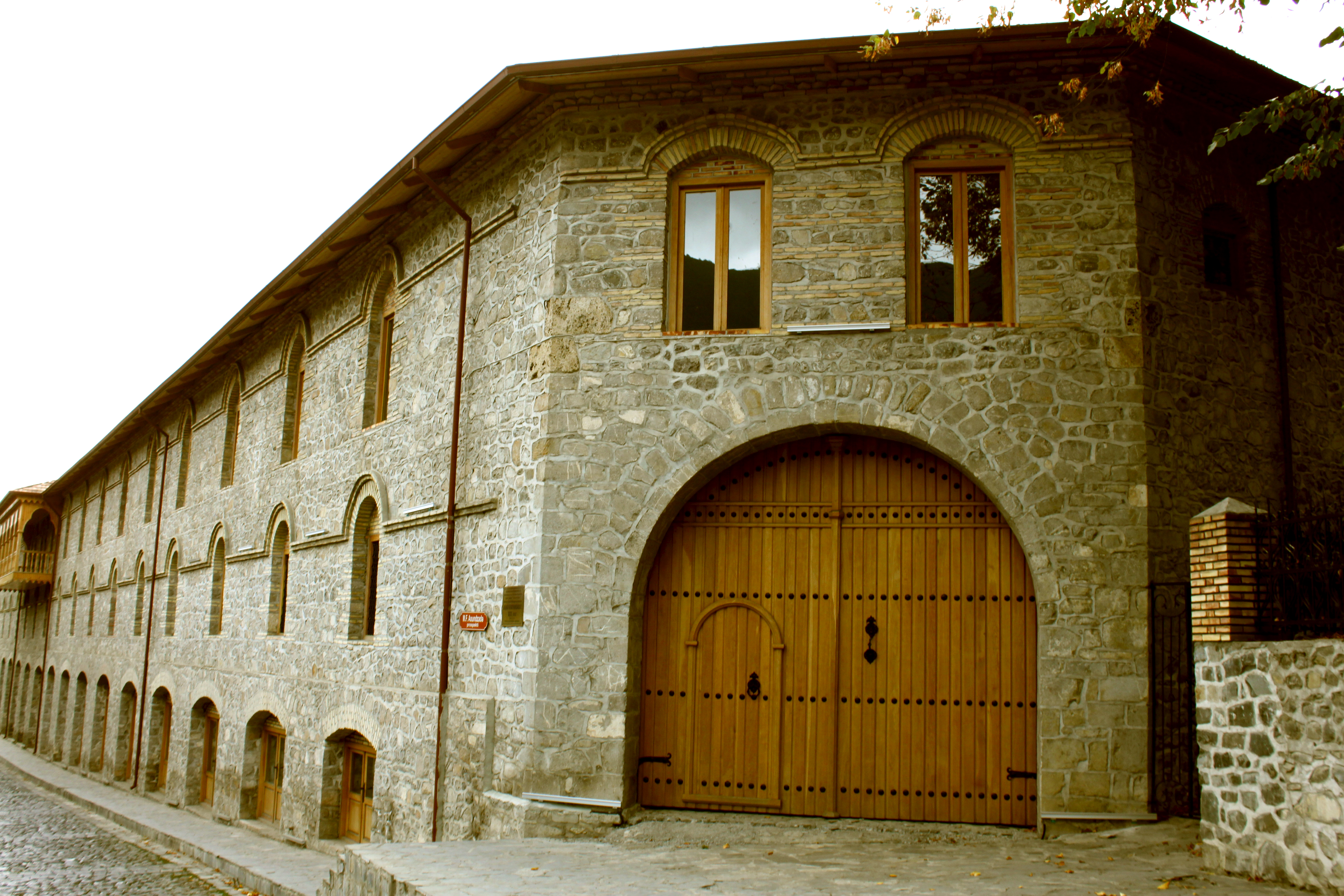
Caravasar Ashagi (bajo)
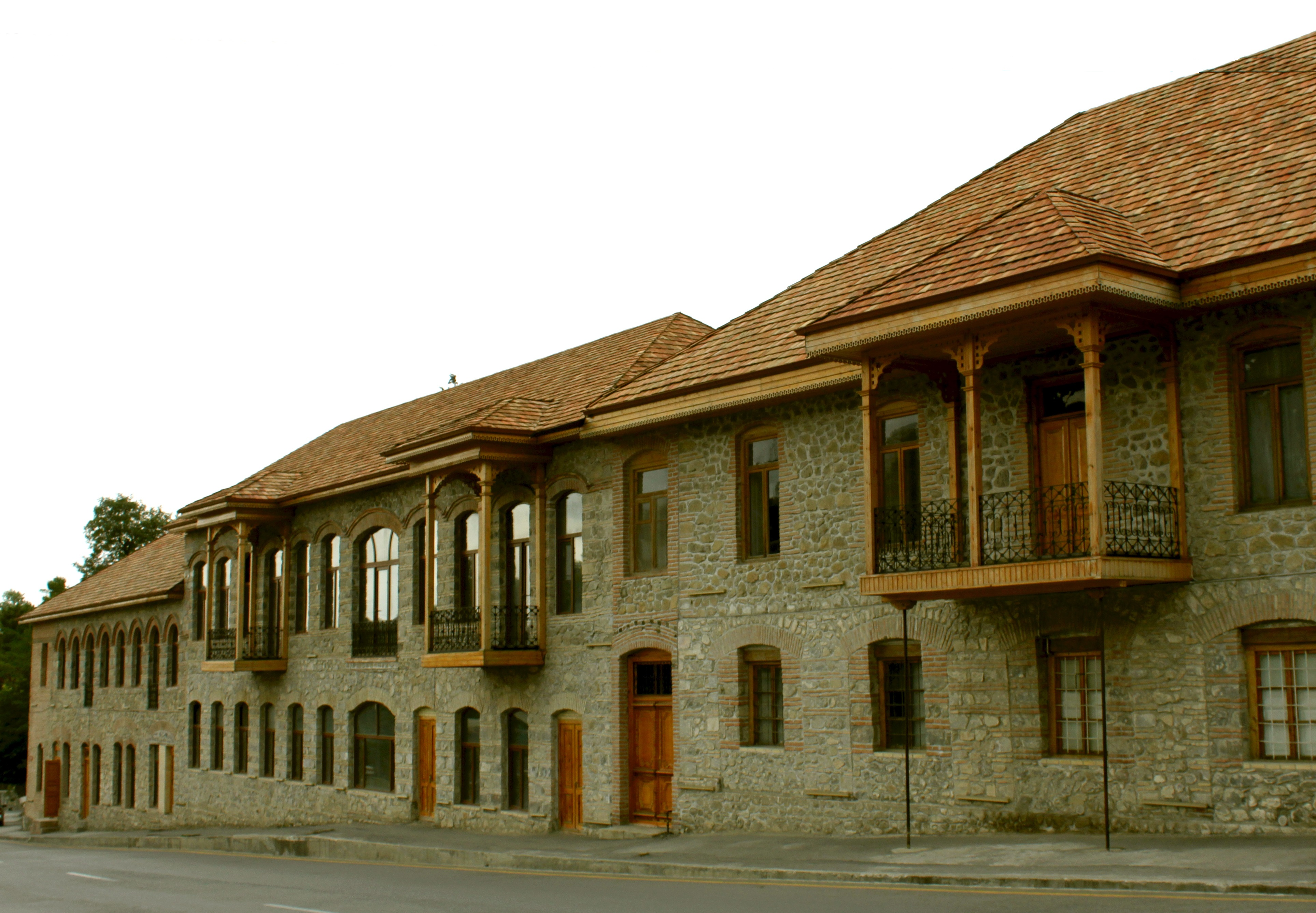
Casa de los Farhadbayov
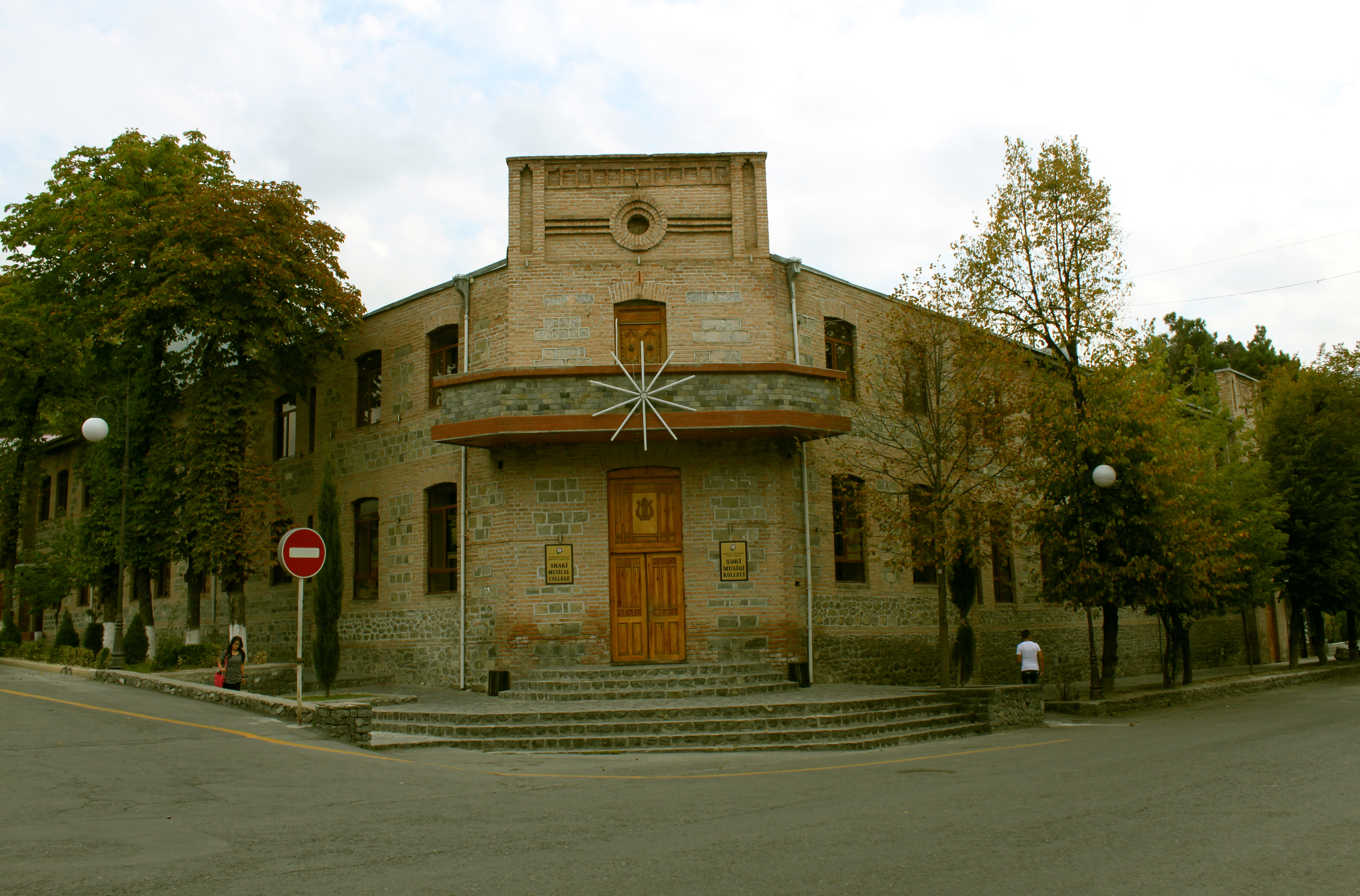
Casa de los Alijanbayov
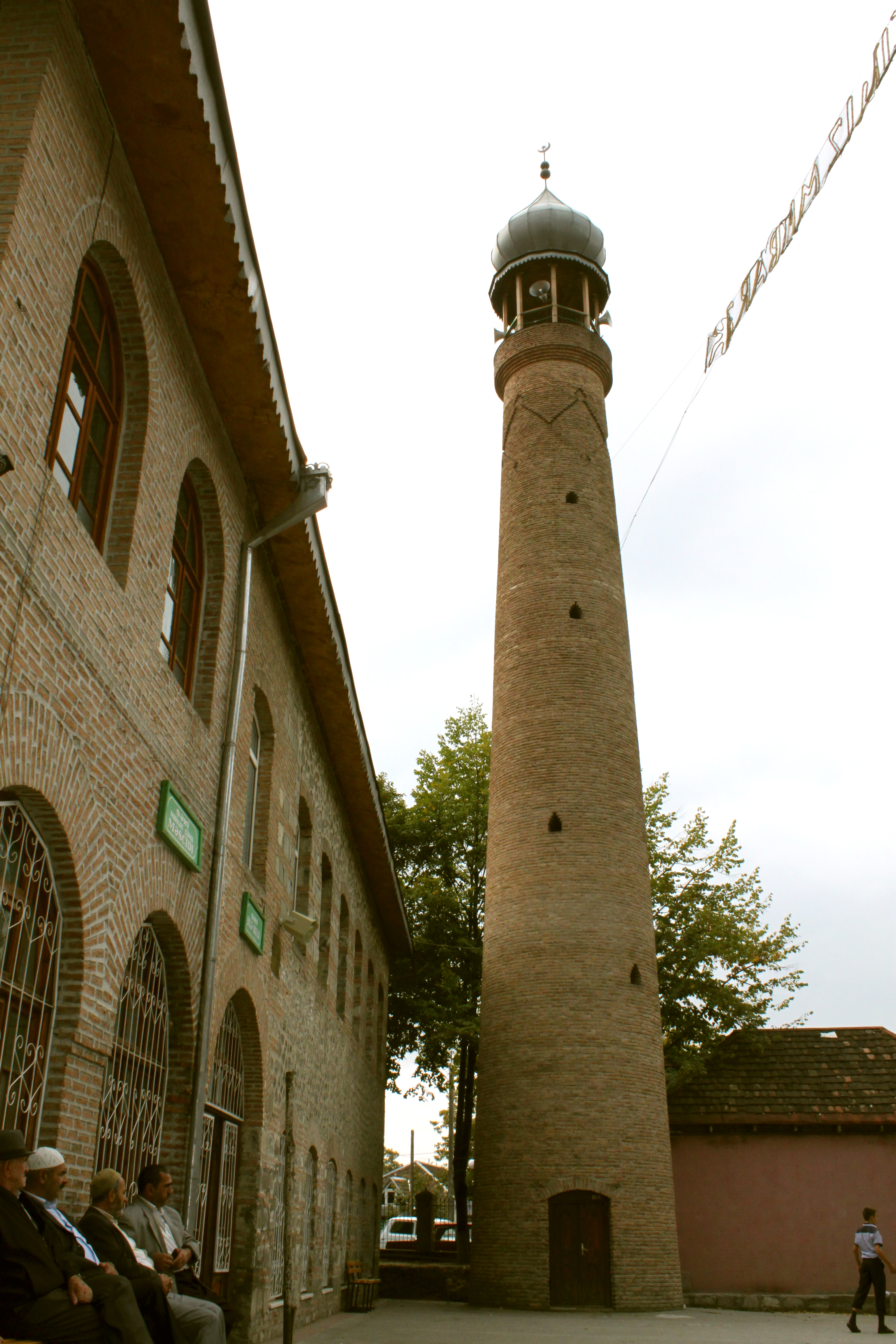
Minarete de la Mezquita-Aljama del Viernes
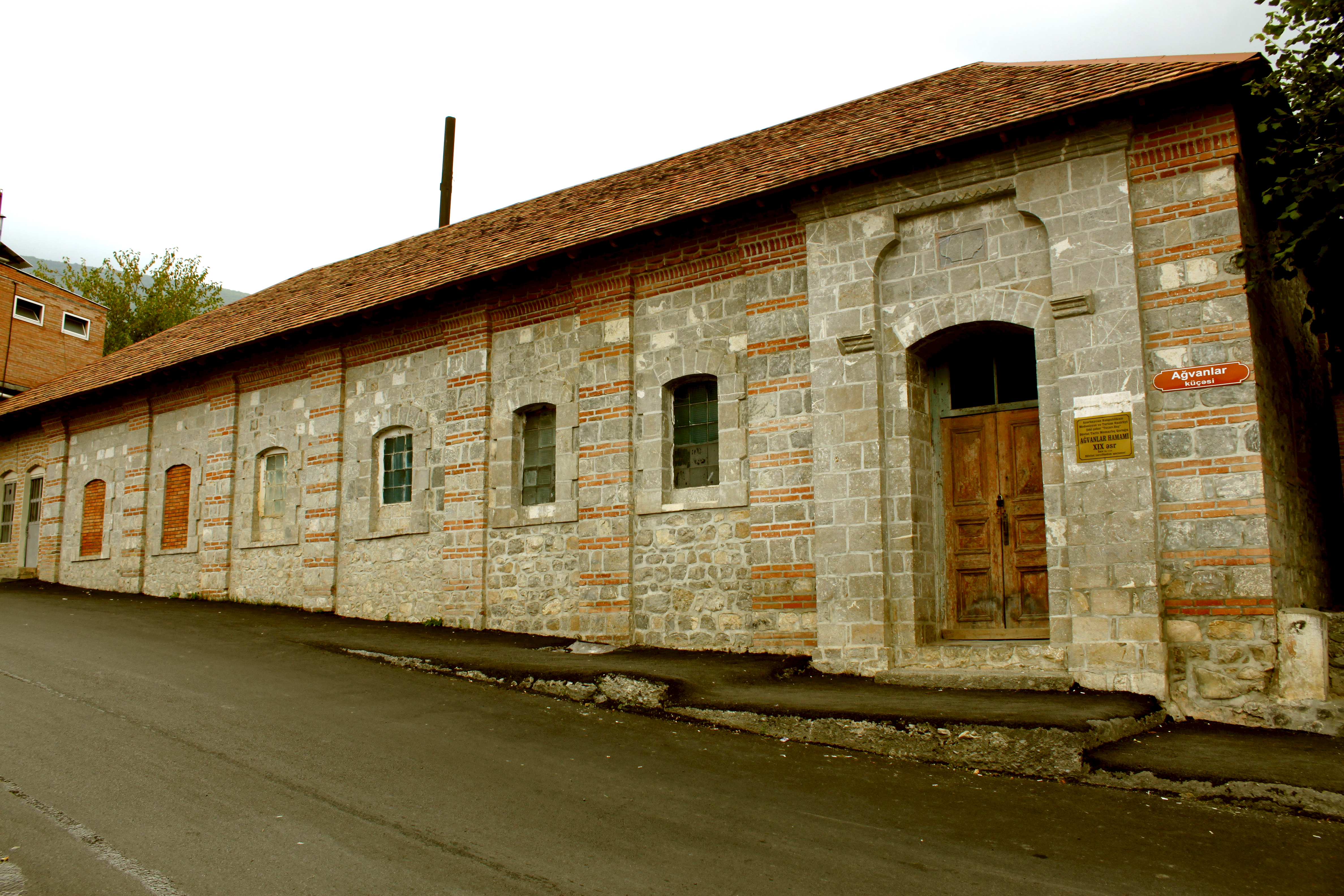
Baño Ağvanlar
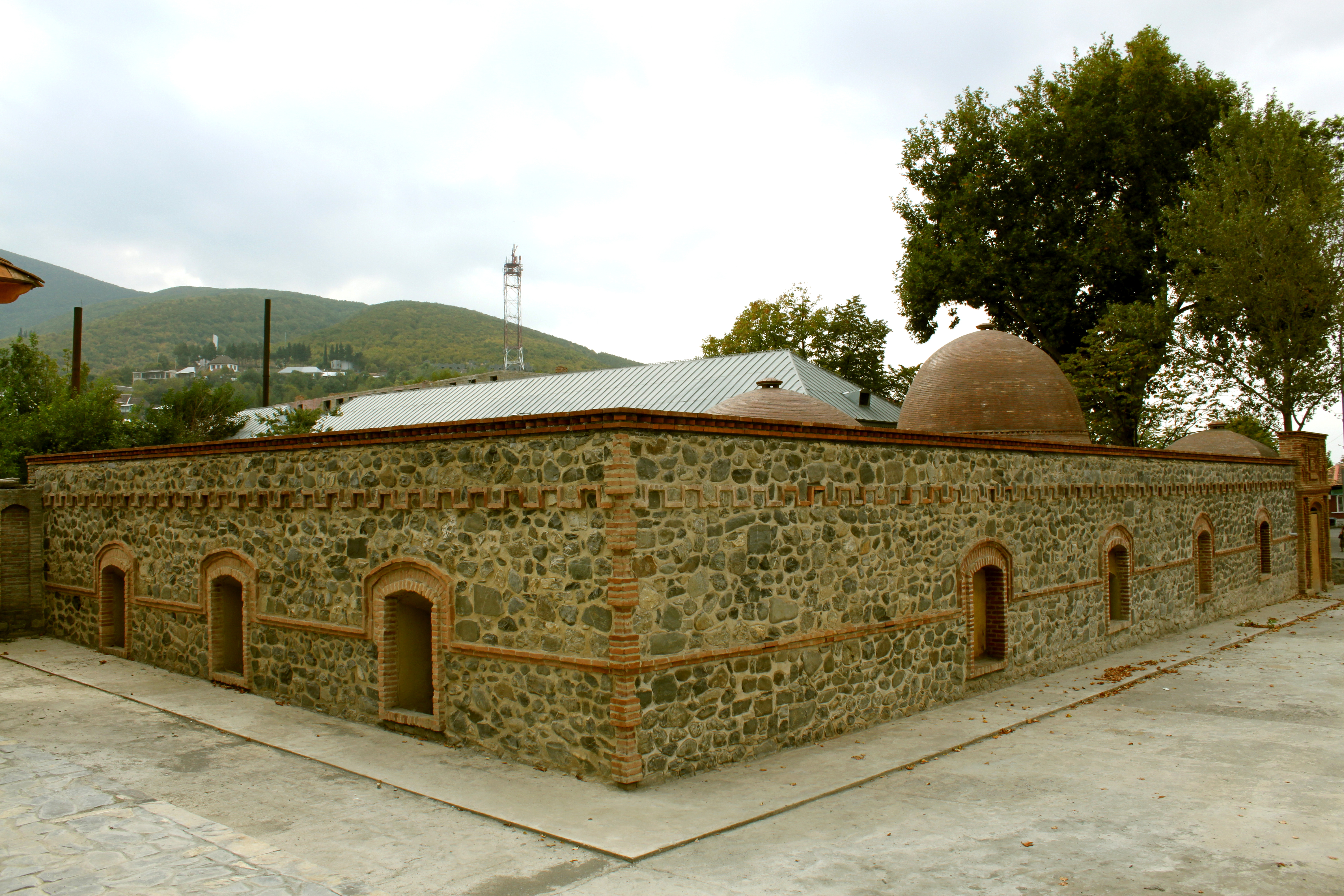
Baño subterráneo en Şəki
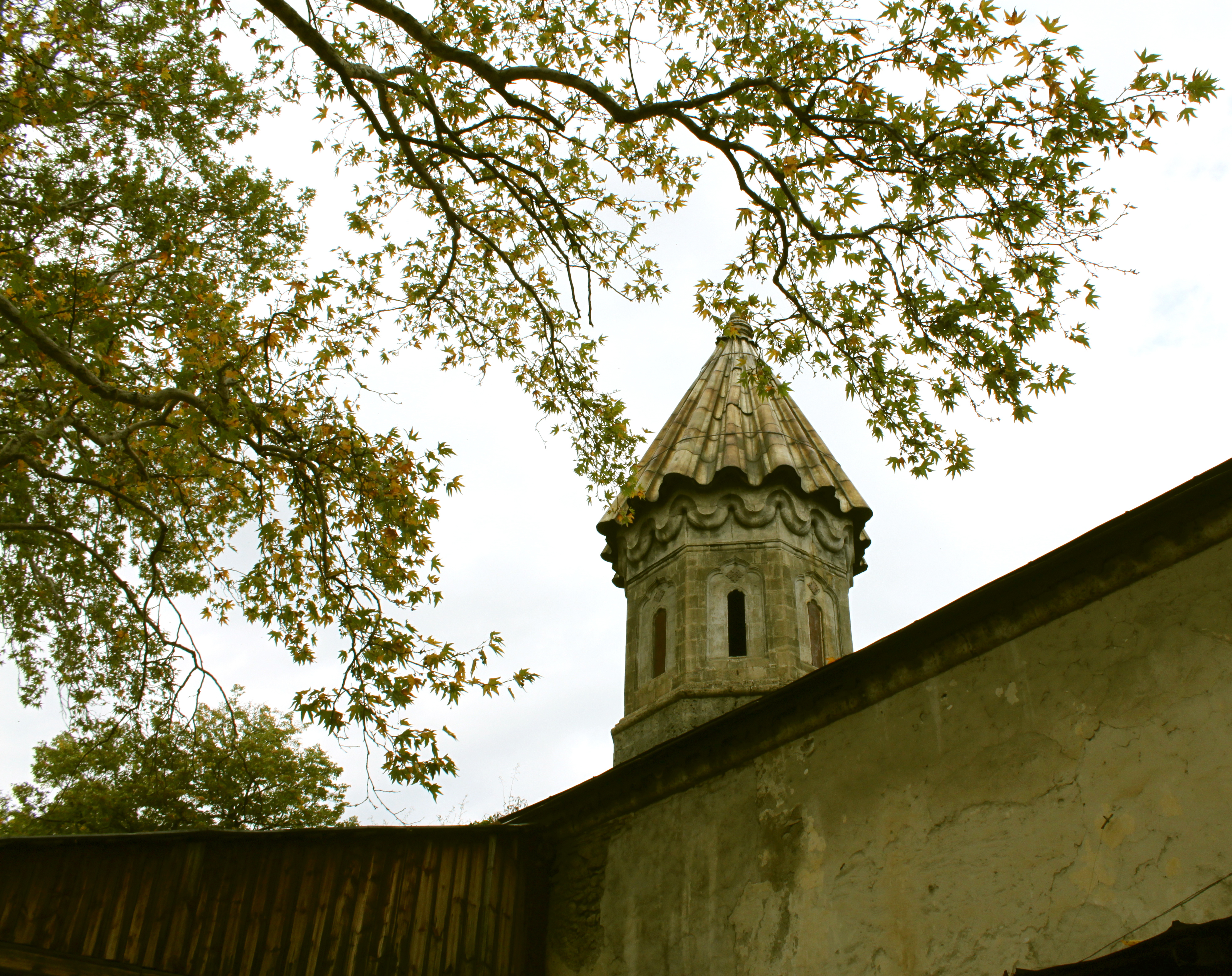
La antigua iglesia albano-caucásica en Şəki
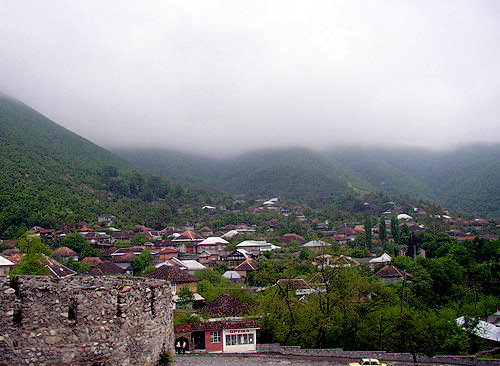
Vista de Şəki